# 絶対!カズレーザー
『絶対!カズレーザー』（ぜったい カズレーザー）は、2017年4月5日（4日深夜）から9月27日（26日深夜）までテレビ朝日で放送されていたバラエティ番組で、カズレーザー（メイプル超合金）の冠番組である。

## 概要
本番組では、カズレーザーが自身のための様々な企画に挑戦する内容であった。
2017年9月27日（26日深夜）をもって終了。2017年10月4日（3日深夜）より、第23回（同年9月27日〈26日深夜〉放送分）のサブタイトルであった『張り紙パイレーツ!』を放送開始し、カズレーザーは同番組に続役する。

## 出演者
- カズレーザー（メイプル超合金）
- 安藤なつ（メイプル超合金） - 不定期出演

## 放送リスト

### レギュラー版
| 回                                                                                         | 放送日        | 内容                                            |
| ------------------------------------------------------------------------------------------ | ------------- | ----------------------------------------------- |
| 1                                                                                          | 2017年 4月5日 | 本当に奇人ですか?                               |
| 2                                                                                          | 4月12日       | 本当に奇人ですか?                               |
| 3                                                                                          | 4月19日       | 私って美人なはずなのに、いまいちブレイクしない… |
| 4                                                                                          | 4月26日       | 芸能人オーラありますグランプリ                  |
| 5                                                                                          | 5月3日        | 意味深                                          |
| 6                                                                                          | 5月10日       | 意味深                                          |
| 7                                                                                          | 5月17日       | レーザー読書〜ミステリー小説編〜                |
| 8                                                                                          | 5月24日       | レーザー読書〜恋愛・青春小説編〜                |
| 9                                                                                          | 5月31日       | LINEグループにまざってみた                      |
| 10                                                                                         | 6月7日        | LINEグループにまざってみた                      |
| 11                                                                                         | 6月14日       | 潜入!話イドショー                               |
| 12                                                                                         | 6月21日       | 潜入!話イドショー                               |
| 13                                                                                         | 6月28日       | ショートカット実験室                            |
| 14                                                                                         | 7月5日        | ショートカット実験室                            |
| 15                                                                                         | 7月12日       | 東大生だけ不正解!                               |
| （7月19日・26日は『世界水泳ブダペスト2017』のため休止）                                    |               |                                                 |
| 16                                                                                         | 8月2日        | 東大生だけ不正解!                               |
| 17                                                                                         | 8月9日        | サバイバル・カズ                                |
| 18                                                                                         | 8月16日       | サバイバル・カズ                                |
| 19                                                                                         | 8月23日       | LINEグループにまざってみた 第2弾                |
| 20                                                                                         | 8月30日       | LINEグループにまざってみた 第2弾                |
| （9月6日は『2018 FIFAワールドカップロシア アジア最終予選 サウジアラビア×日本』のため休止） |               |                                                 |
| 21                                                                                         | 9月13日       | 家の鍵、交換します                              |
| 22                                                                                         | 9月20日       | 家の鍵、交換します                              |
| 23                                                                                         | 9月27日       | 張り紙パイレーツ!                               |

### 特別番組
| 回 | 放送日時                     | 内容                 | 進行                                                | ゲスト                                   |
| -- | ---------------------------- | -------------------- | --------------------------------------------------- | ---------------------------------------- |
| 1  | 2017年6月17日 14:55 - 16:25  | 意味深               | 高橋英樹                                            | 宮崎美子 やくみつる 宇治原史規（ロザン） |
| 2  | 2017年7月14日 23:15 - 翌0:15 | ショートカット実験室 | 松尾由美子（テレビ朝日アナウンサー） 田中萌（同上） | 東ちづる かたせ梨乃 デヴィ夫人           |

## ネット局
| 放送対象地域 | 放送局                | 系列           | 放送時間                     | 放送開始日    | ネット状況 | 脚注  |
| ------------ | --------------------- | -------------- | ---------------------------- | ------------- | ---------- | ----- |
| 関東広域圏   | テレビ朝日（EX）      | テレビ朝日系列 | 水曜 1:56 - 2:21（火曜深夜） | 2017年4月5日  | 制作局     |       |
| 青森県       | 青森朝日放送（ABA）   | テレビ朝日系列 | 木曜 0:45 - 1:10（水曜深夜） | 2017年4月20日 | 遅れネット | [ 2 ] |
| 山口県       | 山口朝日放送（yab）   | テレビ朝日系列 | 月曜 0:40 - 1:05（日曜深夜） | 2017年4月24日 | 遅れネット | [ 3 ] |
| 長野県       | 長野朝日放送（abn）   | テレビ朝日系列 | 水曜 0:50 - 1:20（火曜深夜） | 2017年6月7日  | 遅れネット |       |
| 福島県       | 福島放送（KFB）       | テレビ朝日系列 | 日曜 2:30 - 2:55（土曜深夜） | 2017年8月27日 | 遅れネット |       |
| 愛媛県       | 愛媛朝日テレビ（eat） | テレビ朝日系列 | 月曜 1:15 - 1:45（日曜深夜） | 2017年8月28日 | 遅れネット |       |

不定期放送局
- 香川県・岡山県：瀬戸内海放送（KSB）
- 大分県：大分朝日放送（OAB）
- 近畿広域圏：朝日放送（ABC）

## スタッフ
- ナレーション：相原嵩明、アイクぬわら、田中萌
- 構成（週替）：鈴木おさむ、デーブ八坂、渡辺佑欣、上野耕一郎、吉川スミス、大平尚志、石原慎也、澤井直人、カツオ、楠田信行、中野俊成、加藤ゆうた
- 編成：小鴨翔、沼田真明
- 宣伝：残間理央
- 制作スタッフ（週替）：木村亮太朗、緒原康孝、市川タミル、金原かれん、村下健生、水谷洋平、岸波北斗、稲井直人、川村香純
- アシスタントプロデューサー（週替）：中尾まなみ、出浦寿恵、反り目尚美、八幡亜未、米川宝、田中千賀子、渡邊優子、鈴木園子、中村美由
- ディレクター（週替）：渡辺達也、田中良憲、岡本健吾、西山英雄、小川真紀、野呂智之、長谷川嘉紀、佐々木貴彦、藤澤貴之、田中健太、衣鳩太樹、雨宮智史、杉田心平
- チーフディレクター（週替）：山田俊介、畠中洋介、辻智博
- プロデューサー：古瀬麻衣子（毎週）／船引貴史・遠藤由一郎・中田智也・佐宗威史・吉澤康平（ゼロワン）・三井保夫（東通企画）・相澤幸一（acro）（週替）
- ゼネラルプロデューサー：本部純（毎週）／樋口圭介・保坂広司（週替）
- 制作協力：エスピーボーン、東通企画、acro、ゼロワン
- 制作著作：テレビ朝日

### 過去のスタッフ
- 編成：瀧川恵（毎週）／冨澤有人、大沢解都（週替）